# Arauca (fiume)
Il fiume Arauca (in spagnolo: Rio Arauca) è un affluente di sinistra del fiume Orinoco. Nasce nelle Ande, nella Colombia centrale e per un tratto del suo corso costituisce il confine tra Colombia e Venezuela. La più grande città lungo le sue rive è Arauca in Colombia.
Il corso dell'Arauca è tipico dei fiumi che attraversano il Llanos orientale, che da rapidi ruscelli di montagna diventano fiumi più ampi e lenti attraversando la pianura. Nasce nel Páramo del Almorzadero a oltre 4.000 metri sul livello del mare. Nel suo tratto iniziale è chiamato Chitagá e riceve acqua dagli affluenti Carabo e Cacota, quindi stravolge il suo corso verso est con gli apporti del Culaga e del Bochaga. A questo punto il suo nome diviene Margua e ha come affluenti il Negro, il Colorado e San Lorenzo. Dalla riva destra provengono il Cubugón e il Cobar dalla Sierra Nevada de Chita. In questo tratto gli indiani Tunebo lo chiamano Sarare. Nel tratto pianeggiante divide le sue acque dando vita all'isola di Charo e diviene confine naturale tra la Colombia e Venezuela per 296 chilometri, sul lato destro presenta gli affluenti Royata, Bojabá e Banadía, mentre a sinistra il fiume Cutufí. Da questo punto prende il nome Arauca dalla tribù degli Araucana che abitavano le catene montuose della parte superiore del corso del fiume e appartenevano alla grande famiglia Arawak. Nelle savane del Llanos Orientales spesso diventa un alveo intrecciato. Nel tratto finale si getta nell'Orinoco. Il corso del fiume è navigabile all'80% da piccole imbarcazioni.